# Blackwood Games
 (juillet 2023).
Si vous disposez d'ouvrages ou d'articles de référence ou si vous connaissez des sites web de qualité traitant du thème abordé ici, merci de compléter l'article en donnant les références utiles à sa vérifiabilité et en les liant à la section « Notes et références ».
Blackwood Games (anciennement Crytek Kiev) est une société privée basée à Kiev spécialisée dans le développement de jeux informatiques, de moteurs de jeux et de technologies d'infographie. 
La société a été créée par des anciens du studio Crytek Kiev et a été inauguré par Mikhail Khaimzon en 2019. 
Blackwood Games est devenu plus connu pour avoir développé le jeu Warface et le moteur de jeu CryEngine 3, le premier moteur utilisant l'outil PolyBump, basé sur de la texturation en relief.

## Histoire

### Crytek Kiev
En octobre 2005, les trois premiers employés sont embauchés, dont Maxim Dembik, son directeur permanent. La succursale de Crytek à Kiev a été officiellement inaugurée le 23 janvier 2006 en tant que studio d’appui et de sous-traitance. 
À ce moment-là, il y avait huit personnes. Au départ, il y avait trois animateurs, trois artistes et deux gérants. Le bureau de Kiev est devenu le premier bureau extérieur de Crytek.
Depuis l'ouverture, le studio soutient le développement de Crysis et un autre projet Crytek non annoncé. Cependant, le 11 mai 2007, Crytek a annoncé que le bureau de Kiev avait été modernisé pour devenir un studio à part entière appelé Crytek Kiev. Il a été déclaré que Crytek Kiev avait commencé des travaux indépendants sur un jeu basé sur la nouvelle propriété intellectuelle de Crytek[Par qui ?]. « Notre studio de Kiev recrute des travailleurs depuis un an et demi. C'est une équipe très talentueuse et elle a suivi une formation très intensive au cours de laquelle beaucoup ont aidé le studio principal à Francfort. Maintenant que notre moteur CryEngine 2 est complètement prêt, il peut supporter différents types de jeux et fonctionner sur plusieurs plates-formes. Il est donc temps de commencer à travailler sur un nouveau projet et de donner au studio un statut officiel dans la capitale ukrainienne », a commenté Faruk Yerli,.
En 2012, le studio comptait 80 employés.
Pour créer un jeu complètement nouveau pour la succursale de Kiev, la direction de Crytek a envoyé Mikhail Khaimzon, artiste principal de Far Cry et directeur artistique de Crysis, du siège de Francfort à Kiev. À la fin du développement de Crysis, il a été nommé directeur de la création du studio de Kiev et a dirigé l’ensemble du travail de création du nouveau projet. À ce stade, le personnel de la succursale comptait environ 20 personnes. Au départ, le développement du jeu a été réalisé sur le moteur CryEngine 2.5, une version améliorée de CryEngine 2. Cependant, plus tard, le moteur de jeu a été changé pour CryEngine 3. 
Le jeu développé par le studio de Kiev est une exclusivité PC.
Le 24 février 2009, sur le blogue officiel du magazine ukrainien Gameplay, il est indiqué que le comité de rédaction s'est rendu dans les bureaux de Crytek Kiev et prévoit de publier des informations sur Crytek Kiev et éventuellement sur le projet de jeu qu'il développe dans le numéro de mai du magazine.
Dans le numéro de mai du magazine Gameplay no 5 (45), un reportage photo de la branche de Crytek à Kiev a été publié. Lors de la visite des journalistes, les développeurs ont déclaré qu'en mars 2009 l'équipe du studio était composée de 50 personnes et qu'elle développait un jeu basé sur la nouvelle propriété intellectuelle depuis un an et demi. Les journalistes ont rapporté avoir vu un nouveau projet et « appris beaucoup de détails intéressants », mais ils ne peuvent rien dire avant l'annonce officielle.
Selon le magazine Edge, en juillet 2009, le nombre d'employés de Crytek Kiev était de 51.
Le 14 août 2009, le site et serveur de jeux en russe PlayGround.ru a publié une interview du responsable du studio Crytek Kiev, Maxim Dembik, qui a fourni de nombreux détails et informations sur le fonctionnement du studio. Selon lui, la succursale comptait alors 54 employés et continuait à recruter. Dembik a partagé des informations sur le moteur utilisé et l'exclusivité du jeu sur le PC, en raison du manque de spécialistes dans l'état de Crytek Kiev pour développer des jeux multiplateformes pour consoles de jeux. 
Dans une interview avec Develop Magazine, publié le 1er octobre 2009, Maxim Dembik a confirmé le travail sur le nouveau projet et a brièvement évoqué l’atmosphère au sein de l’équipe : « La contribution de notre équipe au projet Crysis a démontré la capacité du studio à démarrer son propre projet ». 
Fin janvier 2010, la presse spécialisée dans les jeux vidéo a appris qu'Yegor Bondar, qui travaillait alors comme concepteur de niveau chez Ubisoft, avait travaillé entre novembre 2008 et juillet 2009 à Crytek Kiev sur un jeu de tir à la première personne Multijoueur en ligne (MMOFPS) non annoncé. Cooper a publié cette information sur son profil LinkedIn. Crytek n'a alors pas commenté cette information. 
Le 16 août 2011, il a été annoncé que ce mystérieux projet était le Warface du MMOFPS, dont l'annonce officielle a eu lieu le 25 novembre 2010. Cependant, il a ensuite été annoncé que le développeur est Crytek Seoul. C’est seulement en août 2011 que Crytek Kiev, principal développeur de Warface, a été révélé.

### Blackwood Games
En 2019, Blackwood Games a transféré le jeu de tir en ligne Warface sur une version 64 bits du client et a également publié la mise à jour globale Mars et le jeu Armageddon, sous l'aile de My.com,.
En octobre 2019, Blackwood Games annonce la formation d’un label nommé GameGroove Capital pour investir dans des Start-up.

## Produits

### Warface
Warface est un jeu informatique tactique du genre jeu de tir à la première personne en ligne massivement multijoueur (MMOFPS). Le jeu a été développé par trois studios Crytek: la branche ukrainienne de Crytek Kiev, la branche sud-coréenne de Crytek Seoul et le studio principal Crytek Frankfurt, depuis 2019, Blackwood Games en est responsable. 
Le projet utilise le moteur de jeu CryEngine 3.5 et est publié pour les ordinateurs personnels.

### Outils graphiques

#### PolyBump
PolyBump est un outil permettant de travailler avec des graphiques informatiques en trois dimensions. Conçu par la société allemande Crytek en 2001. La dernière version est PolyBump 2, livré avec le moteur de jeu CryEngine 2. L'outil peut être utilisé soit en tant qu'utilitaire autonome, soit en tant que composant entièrement intégré à d'autres outils, tels que 3ds Max ou Maya.